# Cyrano de Bergerac (film 1900)

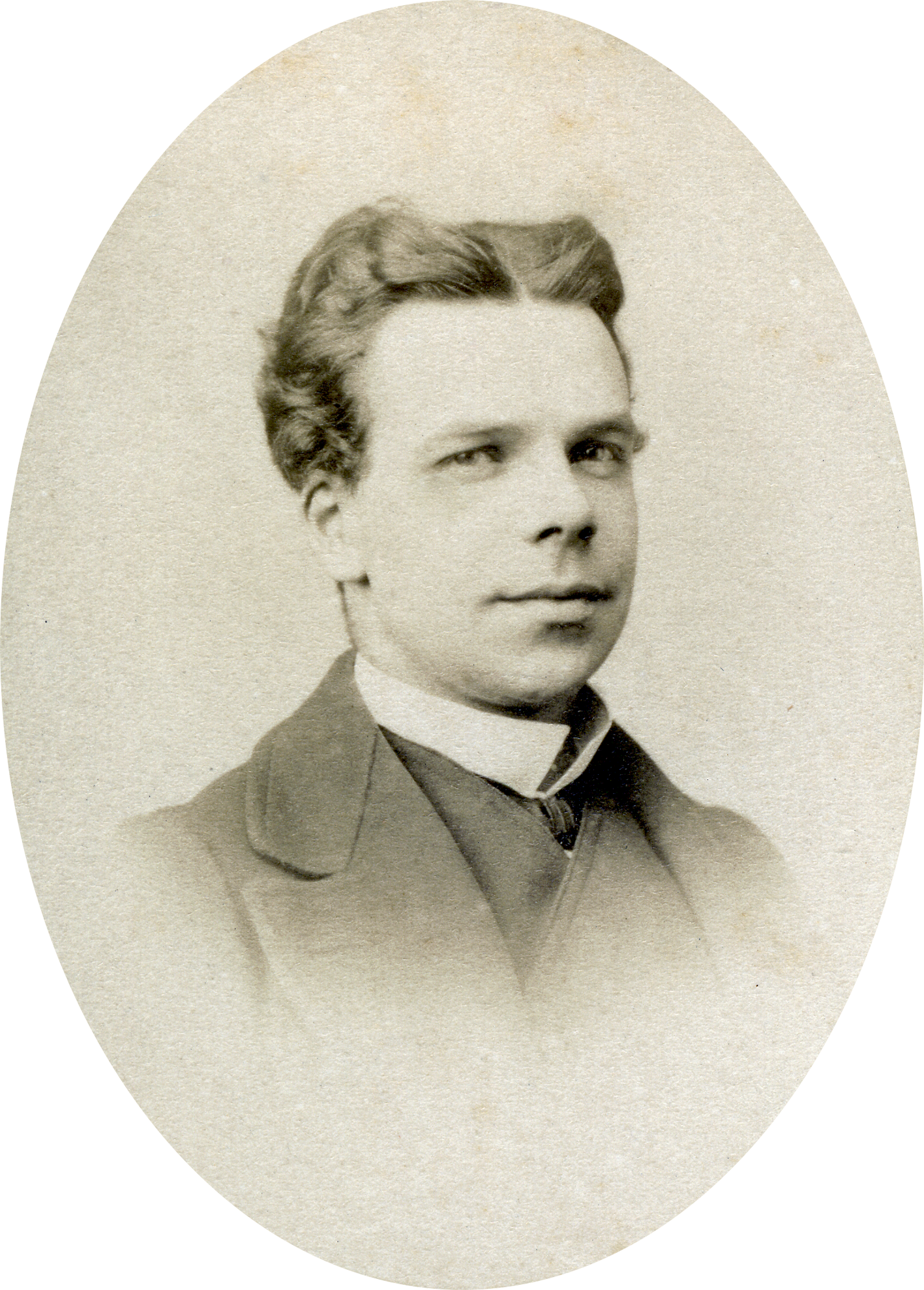
Constant Coquelin l'attore che interpreta Cyrano (circa 1880)

Cyrano di Bergerac (Cyrano de Bergerac) è un cortometraggio del 1900 diretto da Clément Maurice, tratto dall'opera teatrale di Edmond Rostand.

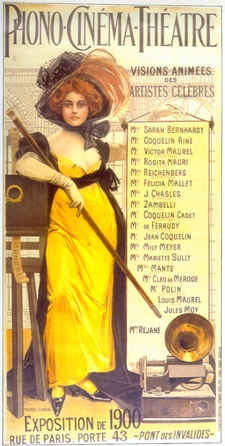
Locandina Phono-Cinéma-Théâtre per l'Expo 1900 nella locandina Coquelin usa lo pseudonimo " aîné "

## Tecnica
Questo film va menzionato per diversi motivi, in primo luogo per essere ritenuto il primo film a colori e sonoro della storia.
Tuttavia ciò non è tecnicamente esatto perché la pellicola è stata colorata a mano e non filmata a colori e il suono proveniva da un cilindro per grammofono dove era registrata la voce originale dell'attore teatrale Benoît-Constant Coquelin che aveva interpretato l'opera originale di Edmond Rostand in teatro.
Inoltre, questo cortometraggio fa parte delle opere prodotte dalla Phono-Cinéma-Théâtre che proiettava scene di opere teatrali interpretate da famosi attori teatrali dell'epoca abbinati con la registrazione sonora originale. Queste visioni cinematografiche furono create per l'esposizione universale di Parigi del 1900 (Expo 1900) per promuovere la nuova invenzione dei Fratelli Lumière nel mondo.